# Sternotherus carinatus
Sternotherus carinatus es una especie de tortuga de la familia Kinosternidae de Estados Unidos.

## Distribución geográfica
Se encuentra en los estados de Oklahoma, Arkansas, Misisipi, Texas, Florida y Luisiana.

## Descripción

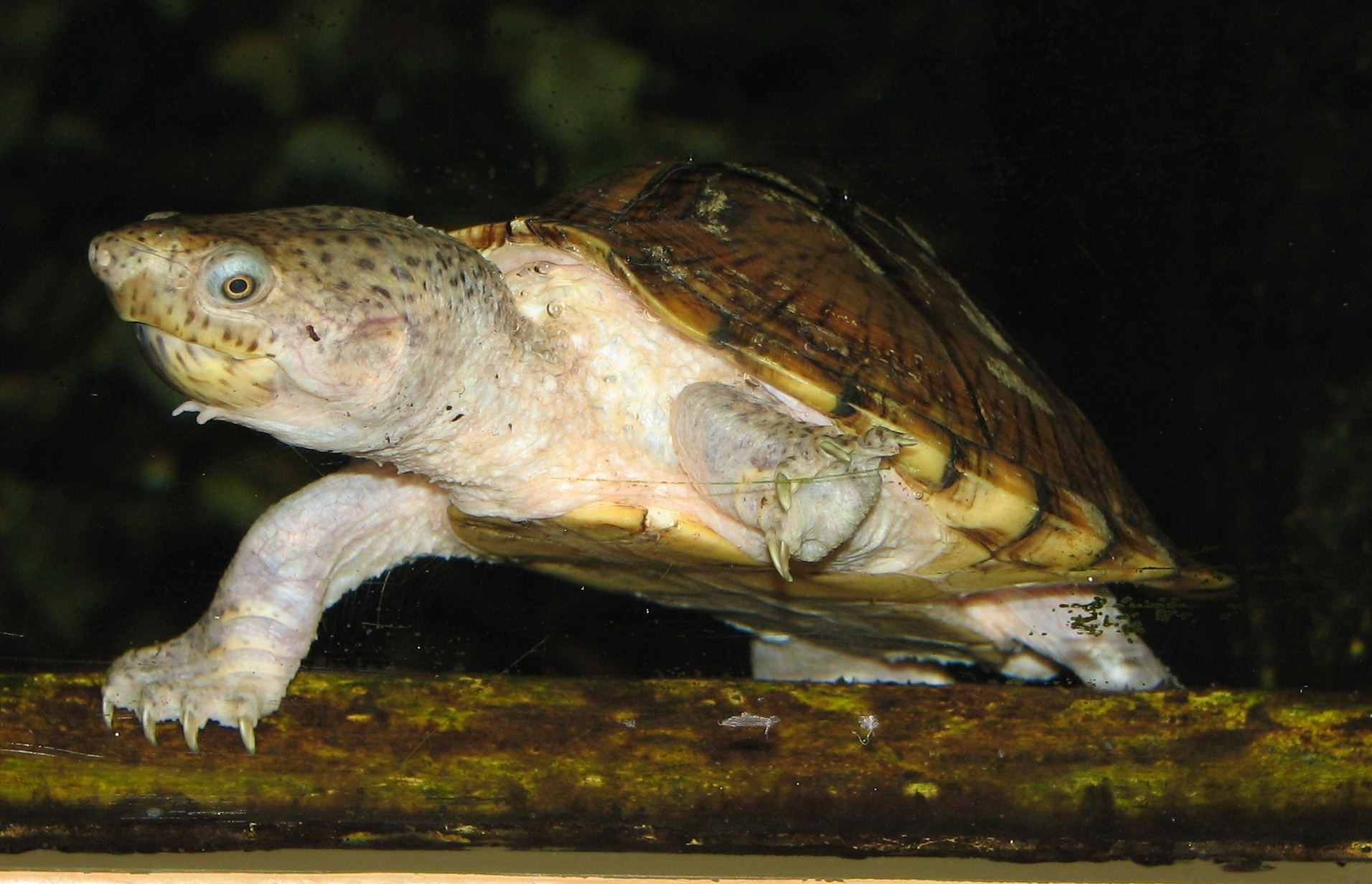

Mide unos 15  cm de longitud. Su caparazón es de color café, con marcas negras en los bordes de cada uno de los escudos. El caparazón tiene una quilla distinta, fuerte en el centro de su longitud, dando a la especie su nombre común. El cuerpo es generalmente de color marrón, con manchas negras, como en la cabeza, que tiende a tener una forma de bulbo a la misma. Tiene un cuello largo, patas cortas, y un pico afilado. Los machos por lo general se pueden distinguir de las hembras por su mayor cola.

## Comportamiento
Son casi completamente acuáticas, pasando la mayor parte de su tiempo en aguas poco profundas, llenas de vegetación, de lento movimiento como arroyos o estanques. El único momento en que suelen aventurarse en la tierra es cuando las hembras ponen sus huevos. Cuando esta tortuga se siente amenazada deja un olor fétido, similar al de un zorrillo.

## Alimentación
Se alimenta de invertebrados, almejas, cangrejos de río, caracoles y varios insectos. También se alimenta de peces y carroña.

## En cautividad
Esta especie se encuentra con frecuencia en cautividad, y es regularmente criada en cautividad. Su tamaño relativamente pequeño y la facilidad de cuidado hace que sea una opción más atractiva como  mascota para muchos cuidadores, que los más comúnmente disponibles Trachemys scripta elegans.